# Othman Slimani
Pour les articles homonymes, voir Slimani.
Othman Slimani, né le 13 octobre 1941 à Fès et mort le 2 avril 2004, est un économiste, banquier et haut fonctionnaire marocain.

## Biographie
Issu d'un milieu modeste, il bénéficie d'une bourse pour étudier l'économie en France. À la fin de ses études, il retourne au Maroc et entre dans la fonction publique. 
En 1976, il préside la Fédération royale marocaine de football, année où l'équipe nationale remporte la Coupe d'Afrique des nations. 
Il a été professeur à la faculté de Rabat.
De 1977 à 1979, il est secrétaire d'État chargé des Affaires économiques dans le gouvernement d'Ahmed Osman,.

### CIH
De 1979 à 1993, il est PDG du Crédit immobilier et hôtelier (CIH). Lorsque d'importantes malversations sont révélées par une Commission d'enquête en 2001, il est mis en cause,. Contrairement à d'autres cadres de la banque, il demeure au Maroc et affronte la justice. Il est incarcéré à Salé. Toutefois, il décède d'un cancer du poumon avant la fin du processus judiciaire. En janvier 2010, le jugement en appel l'acquitte de toutes les accusations,.

## Famille
Othman Slimani est le père de trois filles, dont la romancière Leïla Slimani, qui écrira en 2021 un livre, Le Parfum des fleurs la nuit, évoquant longuement la figure de son père et le profond traumatisme familial de l'emprisonnement qu'il a vécu.